# BYD Seagull
O BYD Seagull (ou BYD Dolphin Mini na América Latina) é um hatchback elétrico de porte mini produzido pela fabricante chinesa BYD Auto desde 2023. Atualmente, é o menor veículo do catálogo da BYD e faz parte da Linha Ocean (linha inspirada nos animais marinhos e oceano).

## Visão geral
Durante a Auto Shanghai em abril de 2023, a BYD apresentou o próximo e menor carro não apenas da Linha Ocean, mas também em toda a sua gama de veículos elétricos. O Seagull é um hatchback de 5 portas com um comprimento de apenas 3.780 mm (149 in), beirando o tamanho de um carro urbano do segmento A. O seu design exterior combina numerosas linhas nítidas, faróis de formato angular e uma queda na linha do teto, com faróis traseiros ligados por uma barra luminosa. O veículo está posicionado abaixo do BYD Dolphin em termos de tamanho.

Em linha com outros modelos 'Ocean' da BYD, o compartimento do passageiro tem um design de dois tons, com um painel fluido e um grande sistema de infoentretenimento com tela sensível ao toque de 12,8 polegadas.

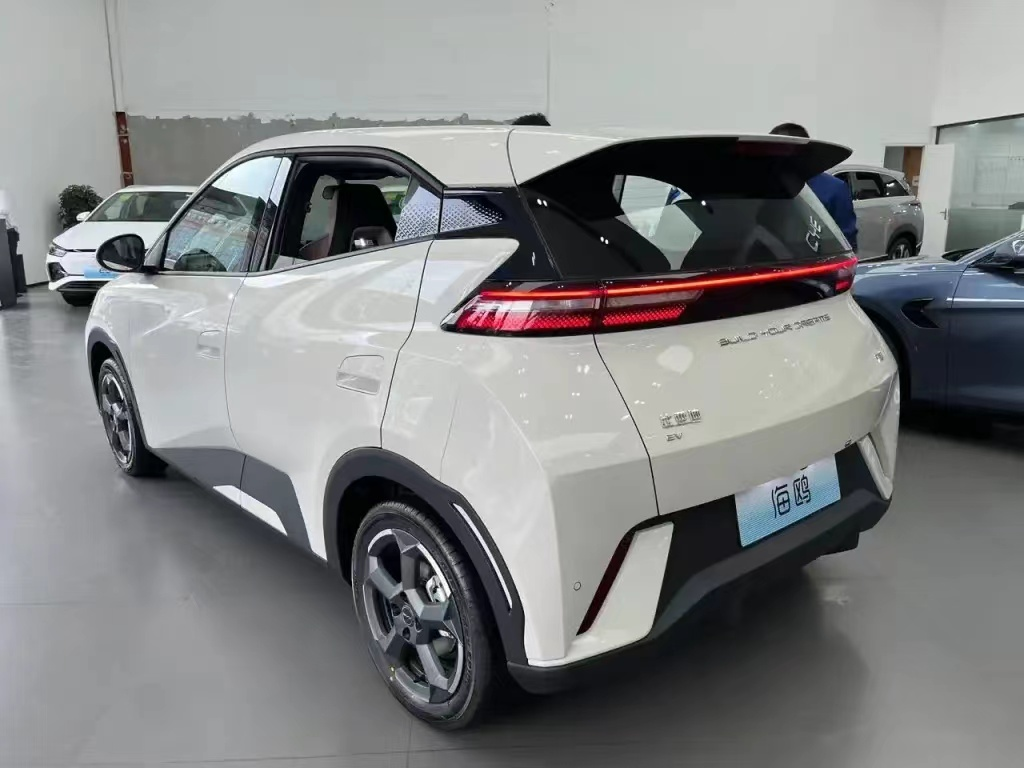
Visão traseira do BYD Seagull
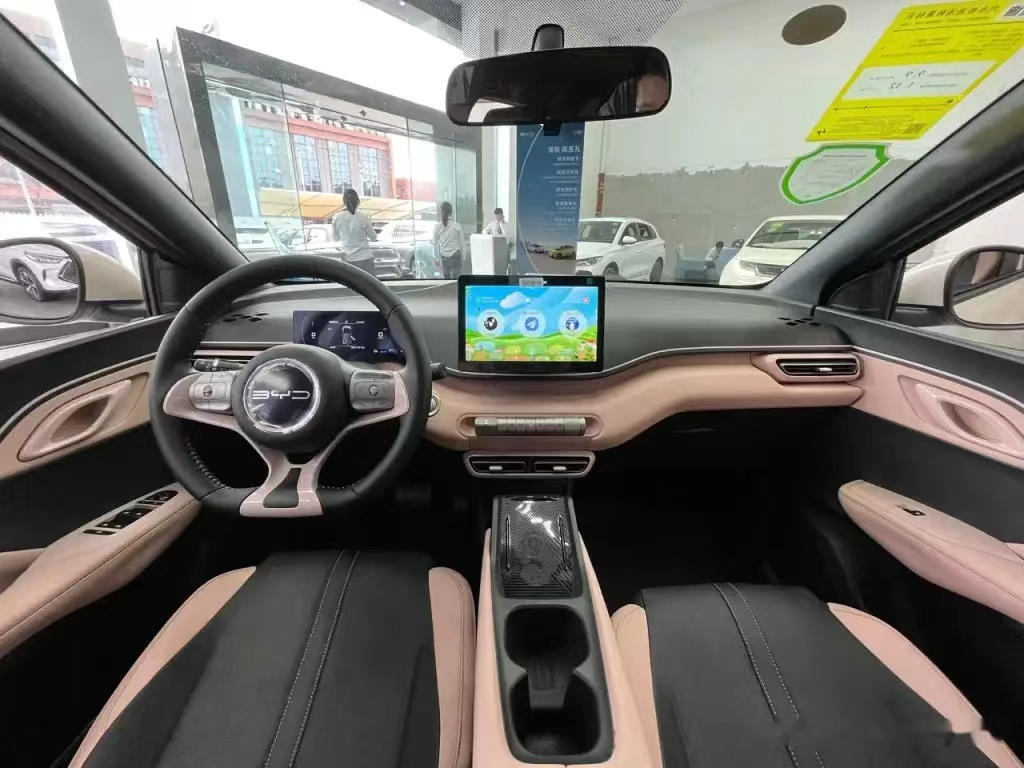
Visão interna do BYD Seagull

## Variantes
Existem atualmente três modelos oferecidos, um modelo de entrada chamado "Vitality Edition" (活力版), uma variante intermediária "Freedom Edition" (自由版) e a variante topo de linha chamada "Flight Edition" (飞翔版). Todos os três modelos são alimentados por um único motor síncrono de 55 kW (74 hp) alcançando velocidade máxima de 130 km/h (81 mph), fazendo 0–50 km/h em 4,9 segundos e 0–100 km/h em 13 segundos.
Os modelos "Vitality" e "Freedom" operam com bateria Blade de 30 kWh (110 MJ), permitindo uma autonomia de 305 km (ciclo NEDC); o modelo "Flight" ostenta um pacote de bateria de 38 kWh (140 MJ) e uma autonomia de aproximadamente 405 km (ciclo NEDC). A bateria pode ser recarregada por meio de um plugue de alimentação doméstica (CA) em 6,6 kW, ou através de um carregador rápido (DC) a 30 ou 40 kW (dependendo do modelo), durante o qual supostamente pode ser recarregado de 30% a 80% da capacidade em 30 minutos.
Uma inovação recente é o uso da tecnologia de bateria de íon-sódio, que é livre de lítio e cobalto, menos dependente da mineração e tem um custo de fabricação menor. A BYD anunciou o uso de baterias de íons de sódio em lotes futuros do Seagull como um dos três primeiros carros de sua frota a fazê-lo.

## No Brasil
No Brasil desde 2015, a empresa anunciou uma rápida expansão no catalogo de veículos de baixo custo oferecidos no país, além do recém-lançado BYD Dolphin, os modelos Seagull (subcompacto) e Seal (sedã médio) devem ser lançados ainda em 2024.